# シコルスキー S-55

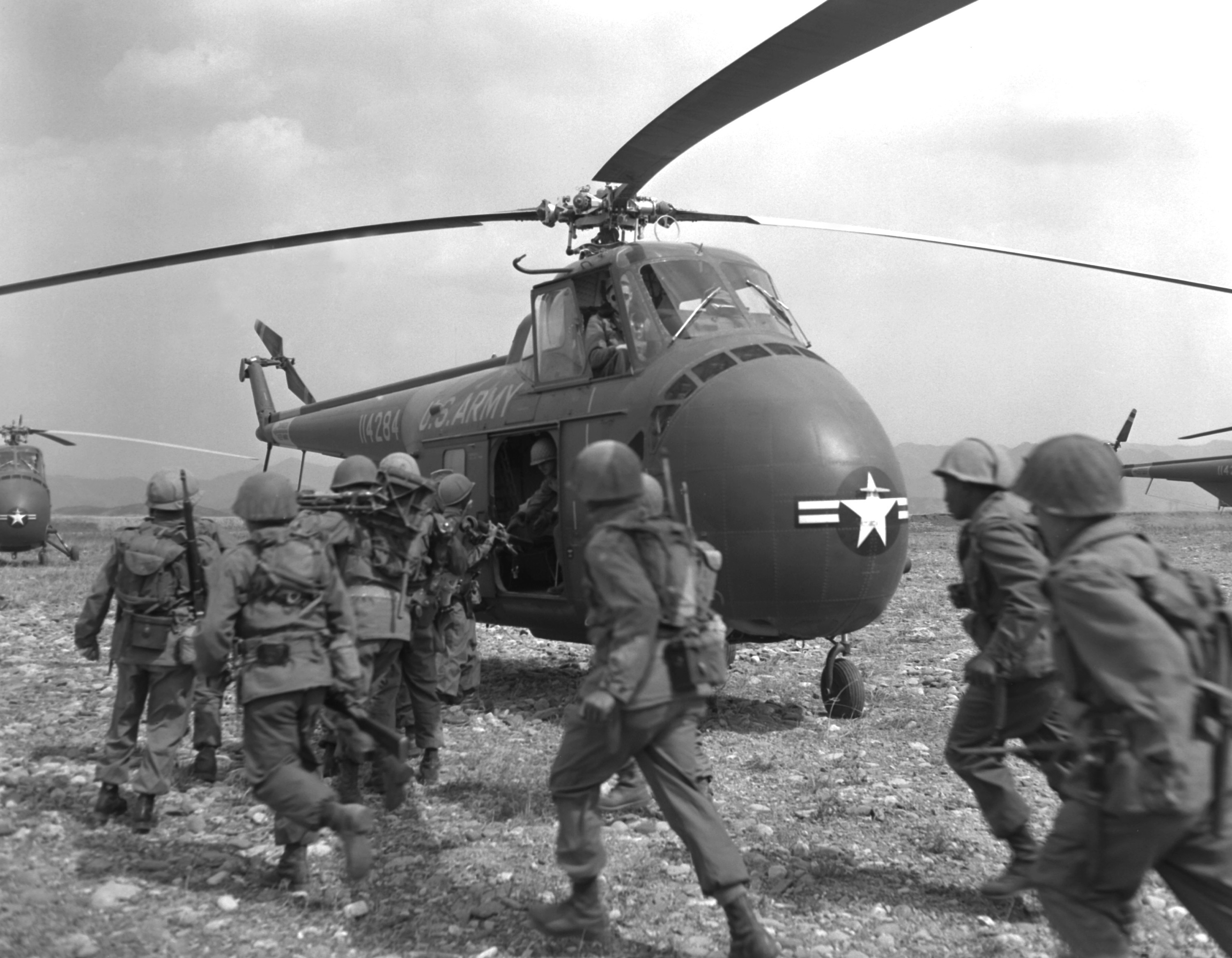
朝鮮戦争におけるH-19（1953年）

シコルスキー S-55（Sikorsky S-55）は、アメリカ合衆国の航空機メーカー、シコルスキー・エアクラフト社が製造した実用貨物ヘリコプター。同社のS-51から発展させたもので、ふくらんだ機首先端に空冷星型レシプロエンジンを斜めに格納し、乗組員や貨物のための後部機内スペースを広く確保しているのが特徴である。
輸送ヘリコプターとして軍民共に世界各国で採用され、ヘリコプターの有用性を実証する先駆者的な業績を残した。全世界で1,828機が製造されたベストセラー機種である。

## 開発経緯
アメリカ陸軍は第二次世界大戦中から、乗員を輸送するための手段としてヘリコプターに注目して研究を行っていたが、シコルスキー社に対して乗員2名・兵員10名あるいは担架8台を搭載して、340 kmの航続距離を持つ機体「H-19」の開発を命じた。
試作機YH-19は1949年に初飛行した。初期のヘリコプターは操縦が非常に難しく、操縦士には熟練が必要とされたが、YH-19の実用試験機は当時勃発していた朝鮮戦争に派遣されて、その機内容積の大きさ、場所を選ばない離着陸など有用性を示し、アメリカ空軍は1951年にH-19Aとして制式採用し、50機発注した。その後も陸軍がH-19をチカソー（Chickasaw 英語版）の愛称で採用し、アメリカ海軍とアメリカ沿岸警備隊向けのHO4Sなど、多くの派生型が生産された。

## 構造
YH-19にはシコルスキー社のグローフ技師によって斬新な設計がされていた。600馬力のプラット・アンド・ホイットニー製のワスプR-1340 レシプロエンジンを機首に35度斜めに搭載し、機内を斜めに貫く駆動軸でロータを回転させていた。これは当時大型だったエンジンを胴体上部に配置すると、重心位置が高くなり地上で転倒したり、整備性が悪くなるためでもあった。また、駆動軸を斜めに配置してあることで、重心部に9.6m3の機内容積が確保され、小柄な見た目に関わらず、かなりの人員・貨物の積載が可能となった。
胴体はアルミニウム合金とマグネシウム合金によるセミモノコック構造で、キャビン後部に電気室があり、無線機やヒーターを装備できた。機内は内張りされており、軍事型は10人分の座席または6人分の担架、民間型は7人分の座席を装備した。このほか、量産機には尾部に逆V字型の「ひれ」が追加装備された。テールブームは当初水平に伸びていたが、飛行中にメインローターブレードがたわんで接触する恐れがあったため、後にテールブームを5度斜め下に曲げ、安定翼を水平型から逆V型にする改良が施された。

## 世界展開
シコルスキーは社内名称だったS-55を正式名として販売し、1950年代後半には西側諸国を中心に世界各国の軍や民間航空会社でも使用された。後に新機種S-58が発表されると、改良型であることからS-55を購入した各国が採用し、これも大ヒットとなり、以後シコルスキーはヘリコプターの代名詞となった。

### イギリス
イギリスではウェストランド社でライセンス生産が行われ、ホワールウィンド（Whirlwind）と名付けられた。同社でこの名称を採用した機体としては2代目となる。ホワールウィンドはイギリス空軍やイギリス海軍などで採用されたほか、海外に輸出された。独自にタービンエンジンに換装したモデルも制作している。

### 日本
日本でも、1952年（昭和27年）に航空飛行禁止措置が解かれたのを機に、海上保安庁が2機を導入して函館と館山に配備したほか、三菱重工業（当時は新三菱）が1952年からノックダウン生産を始め、28機を組み立てた。その後、1954年（昭和29年）に発足した航空自衛隊で、S-55（H-19）を救難機に、各自衛隊で多用途機として採用したため、1962年（昭和37年）まで合計72機をライセンス生産し、68機を各自衛隊に納入、4機を全日空など民間に販売した。空自では「はつかり」の愛称が与えられた。
当初はシコルスキー社と同様のH-19Aをライセンス生産していたが、陸上自衛隊にて飛行中にメインローターブレードでテールブームを切断し墜落する事があったため、テールブームを5度斜め下に曲げ、安定翼を逆V型から水平にしたH-19Cに更新され、生産もこちらに移行した。
航空自衛隊の救難部隊と共に、陸上自衛隊のS-55は1959年（昭和34年）の伊勢湾台風の際には救難作業（災害派遣）に従事し、取り残された多くの人命を救うことで、災害時のヘリの有用性を世界に示した。空自の救難機H-19は1957年（昭和32年）-1973年（昭和48年）1月まで使用された。退役後、埼玉県所沢航空発祥記念館に陸上自衛隊のH-19が1機、静岡県の浜松広報館（エアパーク）に航空自衛隊のH-19Cが1機、それぞれ屋内展示されている。
海上自衛隊では警備隊時代の1954年（昭和29年）にS-55を2機を購入し、合計3機を就役させが、1965年（昭和40年）までに全機事故で喪失。性能向上型のS-55Aは1960年（昭和35年）に8機、1962年（昭和37年）に2機の合計10機を就役させた。各地の航空基地に配属され救難任務に活躍し、1970年（昭和45年）までに全機が退役している。

### 海上自衛隊機の事故
| 年月日     | 機 種 | 所 属           | 機番号   | 事故内容                                                 |
| ---------- | ----- | --------------- | -------- | -------------------------------------------------------- |
| 1954.6.18  | S-55  | 館山航空隊      | タ-302   | 着陸訓練中、尾部から地面に激突、転覆。                   |
| 1962.7.13  | S-55  | 第211教育航空隊 | タ-8942  | 訓練飛行中にエンジン不調により館山基地沖に不時着、横転。 |
| 1965.10.27 | S-55  | 第211教育航空隊 | 211-8743 | 離陸訓練中にエンジン不調となり、海上に不時着。           |
| 1962.3.7   | S-55A | 鹿屋航空基地隊  | カ-8901  | 訓練飛行中、海岸に不時着、横転。                         |
| 1966.9.12  | S-55A | 鹿屋航空基地隊  | カ-8901  | 訓練飛行中にエンジンが停止し、海上に不時着、機体は水没。 |
| 1967.12.13 | S-55A | 鹿屋航空基地隊  | カ-8907  | 訓練飛行中に鹿屋市郊外に墜落。4名殉職。                  |

### 海上保安庁機の事故
- 1960年（昭和35年）2月24日 - 北海道銭亀沢村の宇賀小学校（1972年に合併のため閉校[1]）校庭に墜落。乗員4人全員死亡[2]。

## 性能・主要諸元
H-19B
- 全長：12.85m
- 全高：4.06m
- 主回転翼直径：16.16m
- 自重：2,380kg
- 全備重量：3,600kg
- 超過禁止速度：180km/h=M0.15

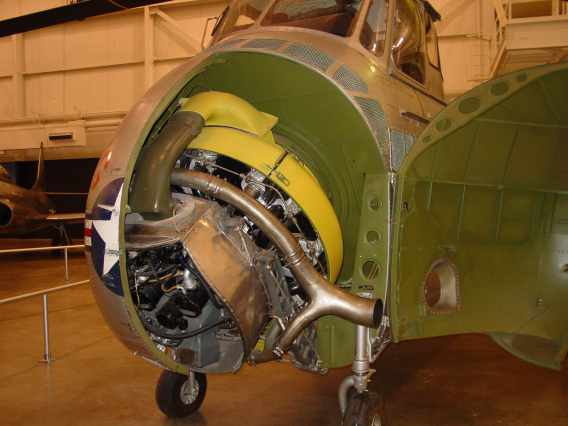
S-55のエンジン

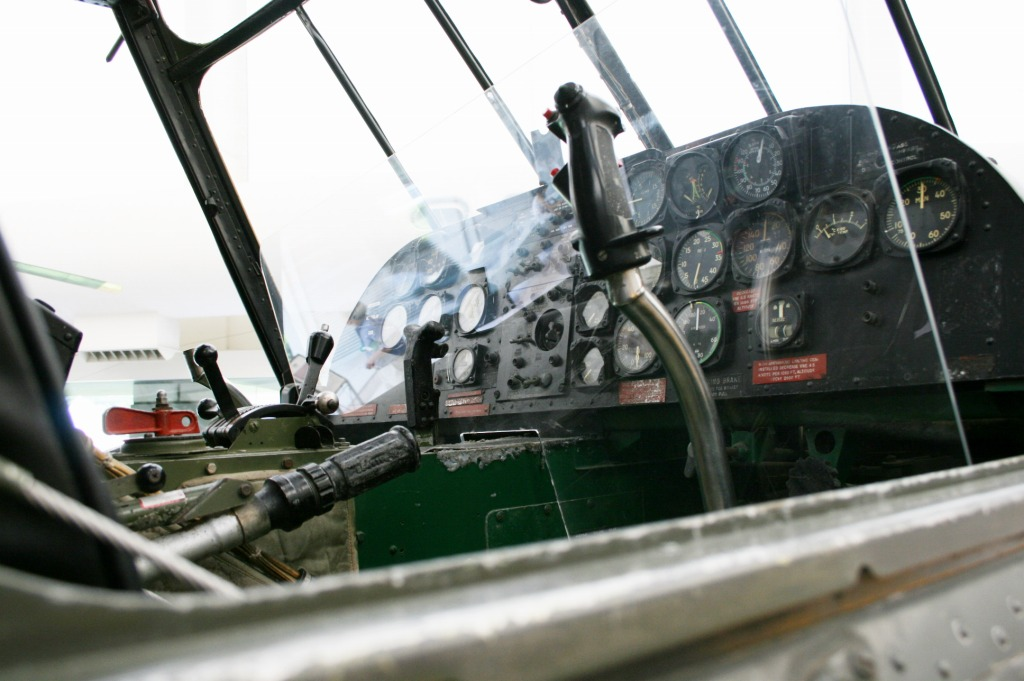
S-55操縦席

- 巡航速度：146-163km/h=M0.3
- 航続距離：580-650km
- 実用上昇限度：3,218m
- 発動機：プラット・アンド・ホイットニーR-1340-S1H2（600馬力）またはライト製サイクロンR-1300-3レシプロエンジン（800馬力） ×1基
- 燃料搭載量：680リットル
- 乗員数：乗員2名、兵員10名（または救助員2名、担架6台）
- 初飛行：1949年11月10日

## バリエーション
S-55
シコルスキーの社内呼称。民間用も同じ。
YH-19
R-1340エンジンを搭載した原型機、実用試験機。5機生産。
H-19A
アメリカ空軍向け。55機生産。
H-19B
エンジンをライトR-1300に転換したアメリカ空軍向け。270機生産。
SH-19B
MATS向けのH-19B。
H-19C
アメリカ陸軍向けのH-19A。72機生産。
H-19D
アメリカ陸軍向けのH-19B。338機生産。
HO4S-1
アメリカ海軍向けのH-19A。10機生産。
HO4S-3
アメリカ海軍向けのH-19B。81機生産。
HRS-1
H-19Aのアメリカ海兵隊向け。60機生産。
HRS-2
HRS-1に小変更を加えたアメリカ海兵隊向け機体。91機生産。
HRS-3
H-19Bのアメリカ海兵隊向け。89機生産。
HAR.Mk21
イギリス海軍向け救難機（輸出）。
HAS.Mk22
イギリス海軍向け対潜哨戒機・連絡機（輸出）。
UH-19B
旧称 H-19B
HH-19B
旧称 SH-19B
UH-19C
旧称 H-19C
UH-19D
旧称 H-19D
UH-19F
旧称 HO4S-3
 ウェストランド製造 
WS-55
民間向け。エンジンの違いでシリーズ1/2/3の3種に分けられる。
ホワールウィンド HAR.Mk1
イギリス海軍の救難機。エンジンはR-1340。
ホワールウィンド HAR.Mk2
イギリス空軍の救難機。HAR.Mk1と同じ。
ホワールウィンド HC.Mk2
イギリス空軍の輸送機。HAR.Mk2と同じ。
ホワールウィンド HAR.Mk3
Mk1の出力強化型。
ホワールウィンド HAR.Mk4
Mk2の出力強化型。
ホワールウィンド HAR.Mk5
エンジンをレオニーズメジャーに転換したイギリス海軍・オーストラリア向け救難機型。
ホワールウィンド HAS.Mk7
イギリス海軍の対潜哨戒機・連絡機。
ホワールウィンド HCC.Mk9
エンジンをレオニーズメージャーに転換した女王飛行小隊用連絡機。
ホワールウィンド HAR.Mk9
イギリス海軍向け救難機型。HAS.Mk7に準ずる。
ホワールウィンド HAR.Mk10
旧型をグノームのタービンエンジンに転換したイギリス空軍向け救難機。
ホワールウィンド HC.Mk10
イギリス空軍の輸送機。HAR.Mk10と同じ。
ホワールウィンド HCC.Mk12
グノームタービンエンジンを搭載した女王飛行小隊用連絡機。

## 登場作品

### 映画
『宇宙大怪獣ドゴラ』
陸上自衛隊所属機が、ジバチ毒噴霧器を搭載したパラシュートを空中投下した。
『昭和ガメラシリーズ』
『大怪獣決闘 ガメラ対バルゴン』
防衛隊所属機として登場。人工雨を発生させ、水に弱いバルゴンを足止めした。
『大怪獣空中戦 ガメラ対ギャオス』
防衛隊所属機が、人工血液を二子山から「噴水」上に散布した。
『ガメラ対大魔獣ジャイガー』
民間機が「悪魔の笛」をウエスター島から南海丸に空輸した。胴体下部に上昇用ロケットを装備している。
『昭和ゴジラシリーズ』
『ゴジラ』
海上保安庁所属機が、主人公たちを大戸島に輸送する。
撮影には実機が用いられ、ミニチュアはゴジラに踏み潰された後の残骸のみであった。
『キングコング対ゴジラ』
陸上自衛隊所属機が、東北を移動するゴジラの監視に使用されたほか、キングコングの空輸を護衛した。
『大怪獣ヨンガリ』
韓国軍の機体が登場。ソウルを破壊するヤンガリーを上空から監視するほか、漢江でアンモニア薬品を散布してヤンガリーを攻撃する。
撮影にはミニチュアのほか、コクピットのセットや韓国空軍の実機が使用された。
『地球へ2千万マイル』
人間大まで成長した怪物『イーマ』を捕獲するため米軍機が2機登場。1機が捕獲ネットを投下、もう1機に搭乗していたヘリボーン部隊が発電機をネットに接続して放電し捕獲に成功した。
『南極物語』
空中から昭和基地周辺を偵察するのに用いられた。なぜか海上自衛隊所属機になっている（当時の南極観測に用いられたのは海上保安庁のS-58である）。
『フランケンシュタインの怪獣 サンダ対ガイラ』
陸上自衛隊所属機が、人員の輸送や偵察、作戦地域へのガイラの誘導、ガイラの捜索、空爆といった多用途な任務に使用される。
撮影にはミニチュアのほか、実物も使用されており、ヘリボーン展開の様子も映されている。
『ポセイドン・アドベンチャー(1972年版)』
クライマックスにて、アメリカ沿岸警備隊所属機が、転覆した豪華客船「ポセイドン号」から脱出した生存者たちを救助する。
『モスラ』
陸上自衛隊所属機が、東京都内を移動するモスラ幼虫を上空から監視するが、糸を浴びて墜落炎上した。
『妖星ゴラス』
日本所属機が、ジェットパイプ建設資材を空輸。

### テレビドラマ
『ウルトラマン』
「オイルSOS」に登場。空挺隊所属とされ、ペスターをおびき出すため、餌であるオイルの入ったドラム缶を海上に投下する。
『超音速攻撃ヘリエアーウルフ』シーズン1第3話に登場。主人公の友人、「ドミニク・サンティーニ」が輸送しているヘリコプター

### 人形劇・アニメ
『きかんしゃトーマス』
ヘリコプターのハロルドのモデルになった。